# Jenny Dalenoord

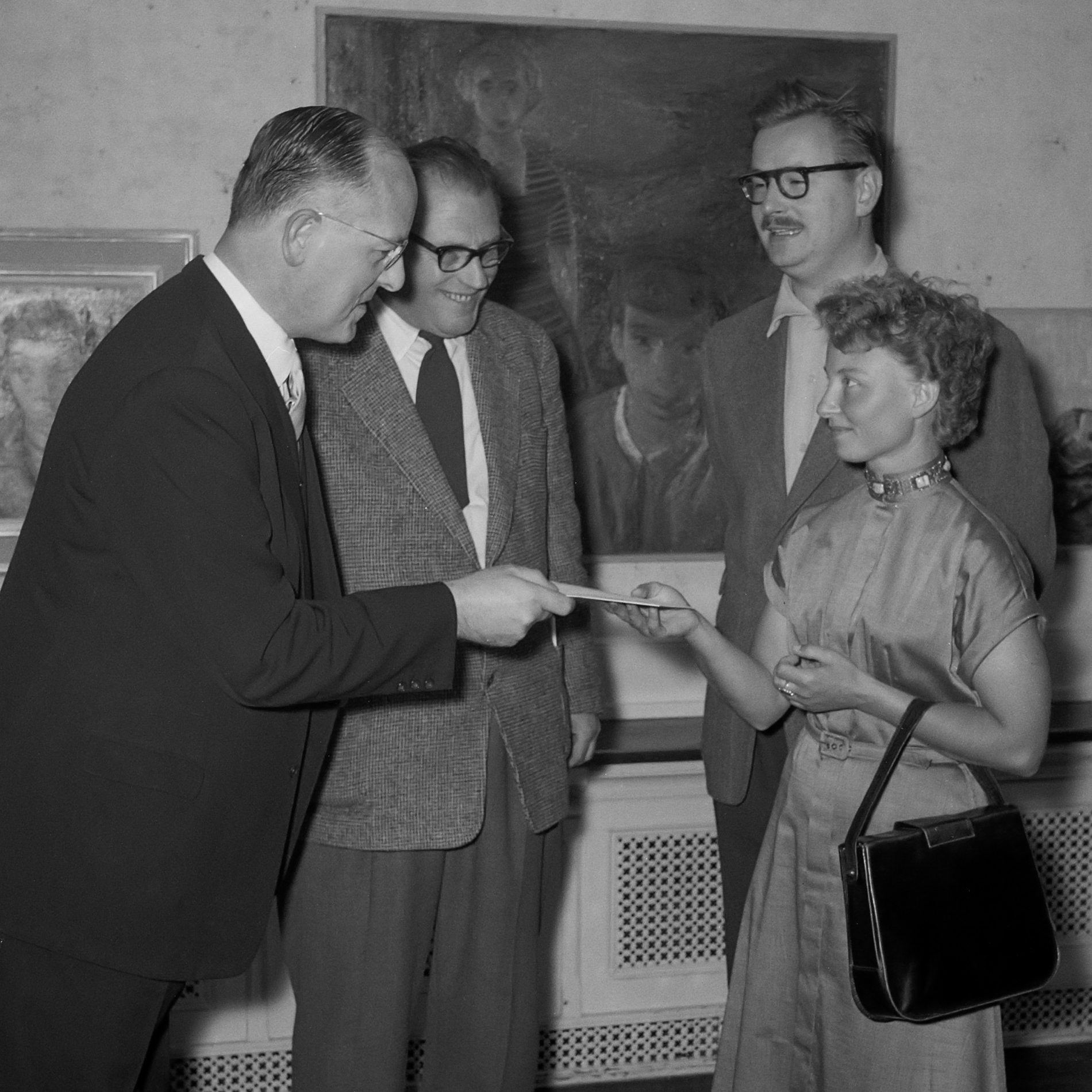
Jenny Dalenoord ontvangt de Jacob Marisprijs 1955 uit handen van burgemeester Frans Schokking, destijds burgemeester van Den Haag. In het midden de andere prijswinnaars Willem Hussem en Co Westerik.

Jenny Johanna Dalenoord (Cirebon, 17 juni 1918 – Soest, 25 oktober 2013) was een Nederlands illustrator, aquarellist, cartoonist, graficus en ontwerper van boekomslagen, postzegels en kalenders.

## Leven en werk
Jenny Dalenoord werd geboren op Java, waar haar vader gevangenisdirecteur was. Vanwege ziekte van haar moeder vertrok het gezin in 1929 naar Nederland. Na de middelbare school volgde zij een opleiding aan de Koninklijke Academie van Beeldende Kunsten in Den Haag, waar zij les kreeg van onder anderen Paul Citroen, Willem Schrofer en Rein Draijer. Nadien gaf zij les aan diezelfde academie.
Zij debuteerde in 1939 in de Nieuwe Rotterdamsche Courant met illustraties bij een vervolgverhaal voor kinderen, De Avonturen van Jammerpoes van Jo Otten. Dalenoord werkte gedurende haar loopbaan mee aan ongeveer 250 kinderboeken. Zij illustreerde werk van onder anderen Annie M.G. Schmidt, Mies Bouhuys, An Rutgers van der Loeff en Miep Diekmann. Bovendien was zij ontwerpster van boekomslagen, postzegels, kalenders, cartoons en illustrator van schoolplaten en de kindertijdschriften Jippo, Kris Kras en Okki.
In 2005 schonk ze haar literaire archief aan het Nederlands Letterkundig Museum in Den Haag. De laatste jaren van haar leven leed ze aan dementie en verscheen ze niet meer in het openbaar. Ze is in besloten kring gecremeerd.

## Prijzen
- 1955 – Jacob Marisprijs van Pulchri Studio voor haar linoneumsnede De Fabriek
- 1957 – Het Beste Kinderboek voor Wiplala, auteur Annie M.G. Schmidt
- 1961 – ANWB-prijs voor  Gideons Reizen, auteur An Rutgers van der Loeff-Basenau[2]
- 1964 – Duitse Jeugdliteratuurprijs voor En de groeten van Elio, auteur Miep Diekmann
- 1968 en 1970 – nominatie voor de Hans Christian Andersenprijs
- 1982 – Zilveren Penseel voor Muis, mol en rat, auteur Jetty Krever.[3][4]

- Biblioteca Nacional de España: XX1137175
- Biografisch Portaal: 39008474
- CiNii: DA08179268
- Digitale Bibliotheek voor de Nederlandse Letteren: dale041
- Gemeinsame Normdatei: 189575255
- International Standard Name Identifier: 0000 0000 5932 3286
- Library of Congress Control Number: n85177489
- Bibliotheek van het Japanse parlement: 00465229
- Nationale Bibliotheek van Tsjechië: mub20191026288
- Nederlandse Thesaurus van Auteursnamen: 069168350
- RKD-Nederlands Instituut voor Kunstgeschiedenis: 19743
- Système universitaire de documentation: 151541078
- Union List of Artist Names: 500183978
- Virtual International Authority File: 64466308
- WorldCat: E39PCjCFpBXV9q6xtFxmqwtKr3